# Pornografia na Internet
Pornografia na internet é qualquer pornografia que é acessada via Internet, primariamente via websites, compartilhamento de arquivos peer to peer, ou grupos de Usenet e chats.
Seu início se dá por pornografia ASCII durante a década de 1980, antes da invenção da World Wide Web através de caracteres ASCII, os grupos fechados de troca de imagens começaram na década de 1990, devido às limitações, também utilizavam códigos ASCII, mas como compactadores, utilizando progeamas como AUB (Assemble Usenet Binaries) as imagens eram principalmente escaneadas de revistas pornográficas, um dos mais famosos grupos foi o Rusty n Edie's BBS, um fórum de internet onde usuários poderiam postar imagens, o grupo foi fechado em 1993 pelo FBI por pirataria.
Os sites de internet geralmente apresentam conteúdo através de galerias chamadas TGP (thumbnail gallery post) ou de vídeos MGP (movie Gallery Post), os links sem galerias são chamados de linklists, também podem ser criados grupos usenet ou peer to peer, também existem sítios que disponibilizam webcams ao vivo.